# Каменско-Днепровский городской совет
Каменско-Днепровский городской совет (укр. Кам'янсько-Дніпровська міська рада) — входит в состав
Каменско-Днепровского района
Запорожской области
Украины.
Административный центр городского совета находится в 
г. Каменка-Днепровская.

## Населённые пункты совета
- г. Каменка-Днепровская